# Corapipo gutturalis
El saltarín gorjiblanco de las Guayanas (Corapipo gutturalis), también denominado saltarín gargantiblanco (en Venezuela) o saltarín de garganta blanca,  es una especie de ave paseriforme de la familia Pipridae, una de las tres pertenecientes al género Corapipo. Es nativo del escudo guayanés en América del Sur.

## Distribución y hábitat
Se distribuye por el sur de Venezuela (Bolívar, norte de Amazonas), Guyana, Surinam, Guayana francesa y  norte de Brasil (Roraima al este hasta Amapá, al sur localmente hasta el área de Manaus).
Esta especie es considerada localmente bastante común en su hábitat natural: el sotobosque de selvas húmedas de piedemonte hasta los 1300 m s. n. m. de altitud, prefiriendo regiones con colinas y es ausente o mucho menos numerosa en terrenos más planos.

## Sistemática

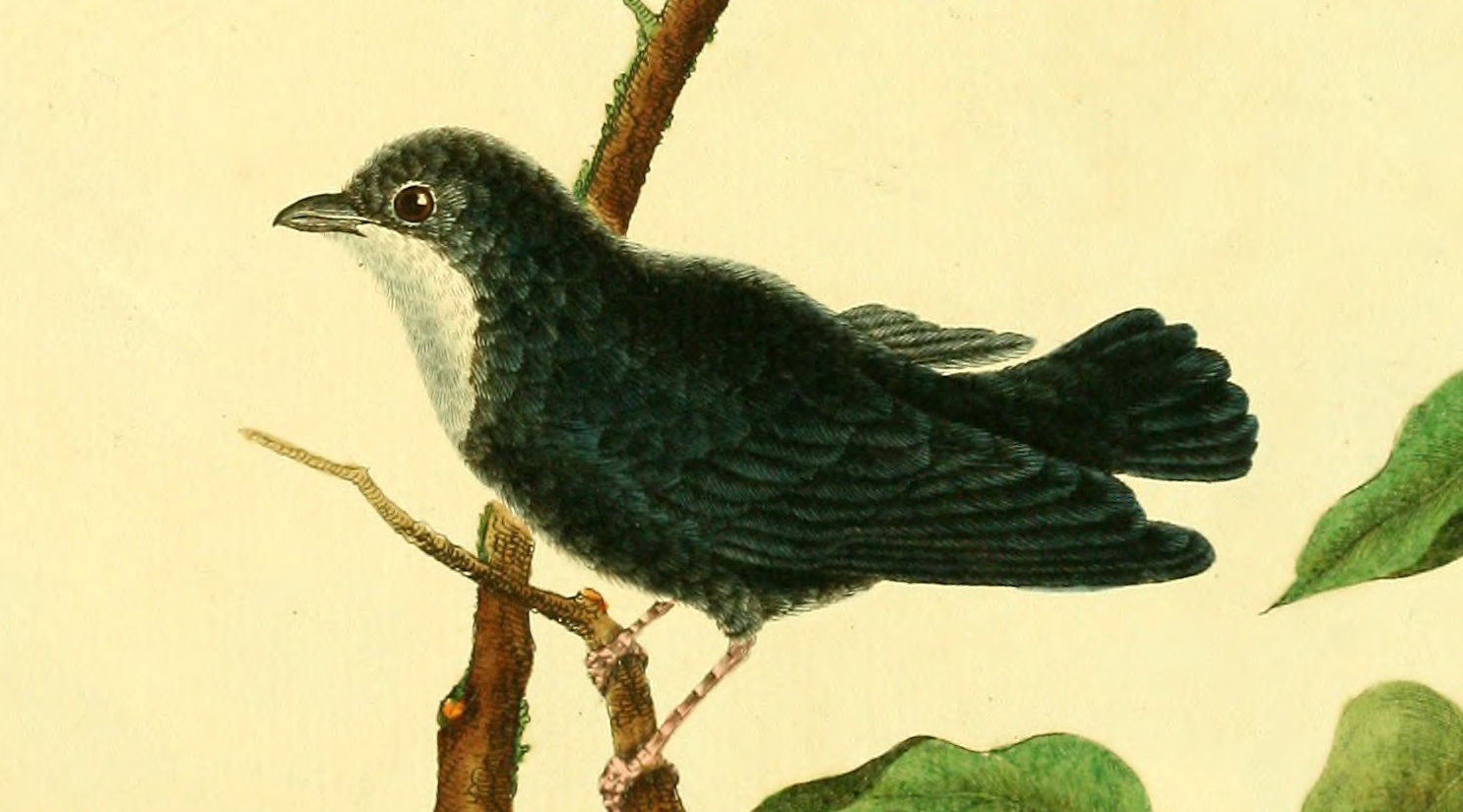
Corapipo gutturalis, ilustración en Planches enluminées d'histoire naturelle, 1765.

### Descripción original
La especie C. gutturalis fue descrita por primera vez por el naturalista sueco Carlos Linneo en 1766 bajo el nombre científico Pipra gutturalis; su localidad tipo es: «‘América’; restringido para Cayena, Guayana Francesa».

### Etimología
El nombre genérico femenino «Corapipo» se compone de la palabra del griego «korax, korakos» que significa ‘cuervo’ (por el color negro) o «korē» que significa ‘ninfa’, ‘títere’; y de la palabra del latín moderno  «pipo» que es la designación genérica de los saltarines; y el nombre de la especie, «gutturalis» en latín medio significa ‘de la garganta’.

### Taxonomía
Es monotípica.